# لوران هينكينيت
لوران هينكينيت (14 سبتمبر 1992 في بلجيكا - ) هو لاعب كرة قدم بلجيكي في مركز حراسة المرمى. لعب مع ستاندارد لييج وفاسلاند بيفيرين ونادي سينت ترويدن ونادي كورتريك وK.F.C. Dessel Sport ‏ ونادي تونغيرين ‏.

## روابط خارجية
- لوران هينكينيت على موقع قاعدة بيانات كرة القدم.إي يو (الإنجليزية)
- لوران هينكينيت على موقع Soccerbase.com (لاعب) (الإنجليزية)
- لوران هينكينيت على موقع Soccerway.com (الإنجليزية)
- لوران هينكينيت على موقع عالم كرة القدم.نت (الإنجليزية)